# Warburgiella malayanum
Warburgiella malayanum là một loài rêu trong họ Sematophyllaceae. Loài này được (Dixon) Broth. mô tả khoa học đầu tiên năm 1925.